# Greatest Hits (album Robbie’ego Williamsa)
Greatest Hits – siódmy (nie licząc The Ego Has Landed) album brytyjskiego piosenkarza Robbie’ego Williamsa.

## Opis albumu
Płyta ukazana w 2004 roku zawiera największe przeboje tego wykonawcy z lat 1997-2004. Tak więc nie znajdują się na niej hity z kolejnych płyt - 'Intensive Care' oraz 'Rudebox'.

## Lista utworów
Album wydano z różną listą utworów, zależnie od kraju.

### Brytyjska edycja
1. "Old Before I Die"
2. "Lazy Days"
3. "Angels"
4. "Let Me Entertain You"
5. "Millennium (singel)"
6. "No Regrets (singel)"
7. "Strong (singel)"
8. "She's The One"
9. "Rock DJ"
10. "Kids"
11. "Supreme"
12. "Let Love Be Your Energy"
13. "Eternity"
14. "The Road To Mandalay"
15. "Feel (singel)"
16. "Come Undone"
17. "Sexed Up"
18. "Radio (singel Robbie’ego Williamsa)"
19. "Misunderstood (singel)"

## Certyfikaty, notowania i sprzedaż
| Państwo           | Najwyższa pozycja | Certyfikaty | Sprzedaż   |
| ----------------- | ----------------- | ----------- | ---------- |
| Argentyna         | 1                 | 7x Platyna  | 280 000+   |
| Australia         | 1 (9 tygodni)     | 8x Platyna  | 560 000+   |
| Włochy            | 1 (3 tygodnie)    |             |            |
| Austria           | 1 (3 tygodni)     | 4x Platyna  | 120 000+   |
| Belgia            | 2                 | Platyna     | 40 000+    |
| Dania             |                   | 2x Platyna  | 60 000+    |
| Finlandia         | 3 (2 tygodnie)    | Platyna     | 40 367+    |
| Francja           | 1                 | Platyna     | 300 000+   |
| Niemcy            | 1                 | 4x Platyna  | 900 000+   |
| Węgry             |                   | Gold        | 5 000+     |
| Meksyk            | 2                 | 2x Platyna  | 200 000+   |
| Holandia          |                   | Platyna     | 80 000+    |
| Nowa Zelandia     | 1 (4 tygodnie)    | 2x Platyna  | 30,000+    |
| Portugalia        | 1 (3 tygodnie)    | Platyna     | 20 000+    |
| Hiszpania         | 1                 | 2x Platyna  | 160 000+   |
| Szwecja           | 2 (2 tygodnie)    | Złoto       | 30 000+    |
| Szwajcaria        | 1 (9 tygodni)     | 3x Platyna  | 120 000+   |
| Wielka Brytania   | 1                 | 6x Platyna  | 1 800 000+ |
| Stany Zjednoczone | 95                | Platyna     | 1 005 000  |